# Мечава, Миле
Миле Мечава (сербохорв. Mile Mećava / Миле Мећава; 1915, Влашковци, около Козарска-Дубицы — 6 июня 1942, Клековци, около Козарска-Дубицы) — югославский крестьянин, партизан Народно-освободительной войны Югославии. Народный герой Югославии. Однофамилец другого Народного героя Югославии, Петара Мечавы.

## Биография

### Довоенные годы
Родился в 1915 году во Влашковицах (недалеко от современного Приедора, ныне община Козарска-Дубица, Республика Сербская, Босния и Герцеговина). Отец — Остоя, земледелец. В семье было ещё 10 детей. Братья Марко, Бранко и Любан погибли в 1942 году в концлагере Ясеновац. Миле до начала Второй мировой войны был крестьянином, с 1941 года член Коммунистической партии Югославии.

### Начало войны
На фронте Народно-освободительной войны Югославии с 1941 года. Участник сражений за Агинци и Комленац в составе 2-го Козарского партизанского отряда, сражался также у горы Козара, за местечки Подградци, Мраковица, Туряк, от Градины до Ясеноваца, на дороге Баня-Лука — Приедор<. В январе 1942 года вступил в Козарскую пролетарскую роту, которой командовали Коста Надь и Младен Стоянович. Согласно заявлению Надя, уже с 14 декабря 1941 года шла война югославских коммунистических партизан против югославских четников: в тот день в деревне Яворани школьный учитель Лазар Тешанович убедил группу партизан дезертировать и уйти к четникам, после чего организовал отряд численностью 70—80 человек, который обосновался в начале марта 1942 года в деревне Липовац.
5 марта Мечава с Козарской пролетарской ротой, которой командовали Младен Стоянович, Коста Надь и Данко Митров (командир 4-го Краинского партизанского отряда), вышли к Липовацу. По одним источникам, они попытались провести переговоры с Тешановичем, по другим — разоружить его четников. Колонна партизан попала в засаду четников: Стоянович был ранен в голову, Мечава также получил ранение. Бой затянулся до вечера: 13 партизан было убито, 8 было ранено (не считая Мечавы и Стояновича). Всех раненых перевели в полевой госпиталь в Йошавке-Горне.

### Гибель
1 июня 1942 года Чёрный легион под командованием Юре Францетича атаковал партизанские территории у Козары с линии Дубица — Ясеновац. На позиции партизан двинулись танки. Мечава, служивший сержантом 1-й пролетарской роты Ударного батальона, вступил в бой в деревне Клековци. С помощью ручных гранат он уничтожил экипажи двух итальянских танков Fiat L6/40, но сам погиб под гусеницами второго танка. Благодаря его действиям на участке Кадин-Еловац — Срефлие партизаны захватили два трофейных танка, и это были их первые танки на Козаре.

## Память
- О смерти и подвиге Мечавы несколько раз сообщала радиостанция «Свободная Югославия»[2].
- Летом 1943 года была образована 10-я Моштаницкая рабочая бригада имени Миле Мечавы, которая занималась сельскохозяйственными работами[8].
- 24 июля 1953 года Миле Мечава посмертно награждён орденом и званием Народного героя Югославии, орден приняла его младшая сестра Вукосава — единственный ребёнок в семье, переживший войну[2].
- В Гуневцах установлен памятник Миле Мечаве, около которого стоит танк Югославской народной армии.
- В Козарска-Дубице имя Миле Мечавы носит улица.